# تصفيات كأس الأمم الإفريقية 2021 المجموعة ب
المجموعة ب من تصفيات كأس الأمم الأفريقية 2021 هي واحدة من بين الاثنتي عشرة مجموعة التي حسمت المنتخبات المتأهلة إلى نهائيات كأس الأمم الأفريقية 2021، تألفت المجموعة من أربعة منتخبات: بوركينا فاسو ، أوغندا ، ملاوي ، وجنوب السودان (المتأهل من الدور التمهيدي).
لعبت مباريات المجموعة بنظام الذهاب والإياب، وكان من المقرر أن تلعب الجولات الست بين نوفمبر 2019 وسبتمبر 2020.
ولكن وبسبب جائحة COVID-19 ، أجلت جميع مباريات الجولتين 3 و 4 التي كان من المقرر لعبهما في مارس 2020 حتى إشعار آخر. وقد أوصى الفيفا الاتحاد الإفريقي لكرة القدم بتأجيل جميع مباريات الجولة الخامسة التي كان من المقرر لعبها في يونيو 2020، والسادسة التي كان من المفترض لعبها في سبتمبر 2020.
في 30 يونيو 2020 ، أعلن الاتحاد الإفريقي لكرة القدم (CAF) عن تأجيل بطولة كأس الأمم الأفريقية 2021 من يناير 2021 إلى يناير 2022 ، دون الإعلان عن المواعيد الجديدة للجولات المتبقية. وفي 19 أغسطس 2020 ، أعلن الاتحاد الإفريقي لكرة القدم عن المواعيد الجديدة للتصفيات المتبقية ، حيث لعبت الجولتان 3 و 4 بين يومي 9 و 17 نوفمبر 2020 ، والجولتان 5 و 6 بين 22 و 30 مارس 2021.
تأهلت بوركينا فاسو ومالاوي ، بطلة المجموعة ووصيفتها على التوالي ، لكأس الأمم الأفريقية 2021.

## الترتيب
| م | الفريق       | لعب | ف | ت | خ | أ.له | أ.ع | أ.ف | نقاط | التأهل            |     |     |     |     |     |
| - | ------------ | --- | - | - | - | ---- | --- | --- | ---- | ----------------- | --- | --- | --- | --- | --- |
| 1 | بوركينا فاسو | 6   | 3 | 3 | 0 | 6    | 2   | +4  | 12   | المسابقة النهائية |     | —   | 3–1 | 0–0 | 1–0 |
| 2 | مالاوي       | 6   | 3 | 1 | 2 | 4    | 5   | −1  | 10   | المسابقة النهائية |     | 0–0 | —   | 1–0 | 1–0 |
| 3 | أوغندا       | 6   | 2 | 2 | 2 | 3    | 2   | +1  | 8    |                   |     | 0–0 | 2–0 | —   | 1–0 |
| 4 | جنوب السودان | 6   | 1 | 0 | 5 | 2    | 6   | −4  | 3    |                   | 1–2 | 0–1 | 1–0 | —   |     |

## المباريات
| بوركينا فاسو | ضد | أوغندا |
| ------------ | -- | ------ |
|              |    |        |

| مالاوي | ضد | Winners PR2 |
| ------ | -- | ----------- |
|        |    |             |

| Winners PR2 | ضد | بوركينا فاسو |
| ----------- | -- | ------------ |
|             |    |              |

| أوغندا | ضد | مالاوي |
| ------ | -- | ------ |
|        |    |        |

| بوركينا فاسو | ضد | مالاوي |
| ------------ | -- | ------ |
|              |    |        |

| أوغندا | ضد | Winners PR2 |
| ------ | -- | ----------- |
|        |    |             |

| مالاوي | ضد | بوركينا فاسو |
| ------ | -- | ------------ |
|        |    |              |

| Winners PR2 | ضد | أوغندا |
| ----------- | -- | ------ |
|             |    |        |

| أوغندا | ضد | بوركينا فاسو |
| ------ | -- | ------------ |
|        |    |              |

| Winners PR2 | ضد | مالاوي |
| ----------- | -- | ------ |
|             |    |        |

| بوركينا فاسو | ضد | Winners PR2 |
| ------------ | -- | ----------- |
|              |    |             |

| مالاوي | ضد | أوغندا |
| ------ | -- | ------ |
|        |    |        |